# ليه ستوبفورد
ليه ستوبفورد (بالإنجليزية: Les Stopford)‏ هو لاعب كرة قدم بريطاني في مركز جناح ‏، ولد في 9 مايو 1942 في مانشستر في المملكة المتحدة. لعب مع نادي تشستر سيتي ونادي ريل.